# Nordischer Schwimmverband
Der Nordische Schwimmverband (schwedisch Nordiska Simförbundet, NSF; dänisch und norwegisch Nordisk Svømmeforbund, NSF; englisch Nordic Swimming Federation Association, NSFA)  ist ein Zusammenarbeitsorgan von sechs bzw. sieben nationalen Schwimmverbänden der Nordischen Länder. Seine Aufgabe besteht in der Förderung des Schwimmsports im Norden; auch das gemeinsame Auftreten der Verbände auf internationaler Ebene gehört dazu.
Alle Mitgliedsverbände (auch assoziierte) sind, so wie es die Satzung vorschreibt, Mitglied im europäischen Schwimmverband LEN und im Weltschwimmverband FINA. Ein Antrag des estnischen Schwimmverbandes auf reguläre Mitgliedschaft wurde 2006 abgelehnt; aber auch als lediglich assoziiertes Mitglied hat Estland das Recht, an Nordischen Schwimmmeisterschaften teilzunehmen. Ort und Zeitpunkt der Meisterschaften, die auch für die Sparten Synchronschwimmen, Wasserball und Wasserspringen veranstaltet werden, werden auf einem jährlichen Kongress festgelegt. Präsidentschaft und Sekretariat des Nordischen Schwimmverbandes alternieren alle vier Jahre zwischen den Mitgliedsverbänden (z. B. 2006–2010: Norwegischer Schwimmverband, 2010–2014: Schwedischer Schwimmverband). Die Verkehrssprache innerhalb des Verbandes bilden dabei die skandinavischen Sprachen.
Seit 1989 verleiht der Verband einen Ehrenpreis, der mit 10.000 DKK und einem Präsent prämiert ist.
| Dänemark               | Dansk Svømmeunion (SVØM)   |
| Färöer                 | Svimjisamband Føroya (SSF) |
| Finnland               | Suomen Uimaliitto          |
| Island                 | Sundsamband Íslands (SSÍ)  |
| Norwegen               | Norges Svømmeforbund (NSF) |
| Schweden               | Svenska Simförbundet (SSF) |
| Assoziiertes Mitglied: |                            |
| Estland                | Eesti Ujumisliit           |